# Miconia radulaefolia
Miconia radulaefolia là một loài thực vật có hoa trong họ Mua. Loài này được (Benth.) Naudin mô tả khoa học đầu tiên năm 1851.